# الطاقة النووية في كندا
توفر الطاقة النووية في كندا بواسطة 19 مفاعلًا تجاريًا بقدرة صافية تبلغ 13.5 غيغاواط (GWe)، وإنتاج إجمالي يبلغ 95.6 تيراواط/ساعة (TWh) من الكهرباء، التي شكلت 16.6% من إجمالي الطاقة الكهربائية المولدة في البلاد في عام 2015. تتواجد جميع هذه المفاعلات في أونتاريو باستثناء واحد، وأنتجت61% من الكهرباء في تلك المقاطعة في عام 2016 (91.7 TWh). تُستخدم سبعة مفاعلات أصغر للبحث ولإنتاج المستحضرات الصيدلانية الإشعاعية لاستخدامها في الطب النووي.
تُعد المفاعلات النووية الكندية نوعًا من مفاعل الماء الثقيل المضغوط كندو (بّي إتش دبليو آر) محلي التصميم. صُدرت مفاعلات كندو إلى الهند، وباكستان، والأرجنتين، وكوريا الجنوبية، ورومانيا والصين.

## مقترحات مفاعلات جديدة
أدى ارتفاع أسعار الوقود الأحفوري، وتقادم مجموعة المفاعلات، والمخاوف الجديدة بشأن تخفيض غازات الدفيئة إلى تشجيع بناء مفاعلات جديدة في جميع أنحاء كندا خلال أوائل العقد الأول من القرن الحادي والعشرين. ولكن، تلاشى ما كان ينظر إليه على أنه نهضة نووية، ولم يبدأ أي بناء جديد.

### أونتاريو

#### موقع بروس
قدمت شراكة بروس باور في أغسطس 2006، طلبًا للحصول على ترخيص لإعداد موقع بروس لبناء ما يصل إلى أربع وحدات جديدة للطاقة النووية. في يوليو 2009، عُلّقت الخطة لأن انخفاض الطلب على الكهرباء لم يبرر توسيع القدرة الإنتاجية. وأعطت شراكة بروس باور الأولوية لتجديد مصنعيها إيه وبي بدلًا من ذلك. 

#### موقع دارلينغتون
في سبتمبر 2006، قدمت شركة أونتاريو لتوليد الطاقة (أو بّي جي) طلبًا للحصول على ترخيص لإعداد موقع دارلينغتون لبناء ما يصل إلى أربع وحدات جديدة للطاقة النووية. كانت تصميمات المفاعلات المنظور فيها لأول مرة لهذا المشروع هي مفاعل كندو المتقدم-1000 (إيه سي آر-1000) من شركة الطاقة الذرية الكندية المحدودة (إيه إي سي إل)، ومفاعل إيه بّي 1000 من شركة ويستينغهاوس والمفاعل النووي الأوربي المضغوط من آرافا. دخل كندو  6المحسن المنافسة عام 2011 وسرعان ما أصبح المفضل لدى شركة أونتاريو لتوليد الطاقة. في 17 أغسطس 2012، بعد التقييمات البيئية، حصلت شركة أونتاريو لتوليد الطاقة على ترخيص لإعداد الموقع من لجنة السلامة النووية الكندية. عُلق المشروع في عام 2013، إذ قررت شركة أونتاريو لتوليد الطاقة التركيز على تجديد وحدات دارلينغتون القائمة.
أعلنت حكومة أونتاريو في أكتوبر 2013، أن مشروع البناء الجديد في دارلينغتون لن يكون جزءًا من خطة الطاقة طويلة الأجل في أونتاريو، مستشهدةً بتقديرات التكلفة الرأسمالية العالية وفائض الطاقة في المقاطعة وقت الإعلان. 

### ألبرتا
أعلنت شركة ألبرتا إنرجي في 27 أغسطس 2007 أنها قدمت طلبًا للحصول على ترخيص لبناء محطة نووية جديدة في شمال ألبرتا في لاك كاردينال (30 كم غرب بلدة بيس ريفر)، بمفاعلين إيه سي آر-1000 سيُشغلان عام 2017 كمصادر للبخار والكهرباء لعملية استخراج النفط الرملي كثيفة الاستهلاك للطاقة، والتي تستخدم الغاز الطبيعي. ولكن، اقترحت مراجعة برلمانية تعليق جهود التنمية لأنها لن تكون كافية لاستخراج النفط الرملي. 
بعد ثلاثة أشهر من الإعلان، اشترت بروس باور الشركة واقترحت توسيع المحطة إلى أربع وحدات بإجمالي قدرة يبلغ 4 غيغاواط. أُحبطت هذه الخطط وسحبت بروس طلبها للاك كاردينال في يناير 2009، واقترحت بدلًا من ذلك موقعًا جديدًا على بعد 30 كم شمال بيس ريفر. وأخيرًا، في ديسمبر 2011، تم التخلي عن هذا المشروع المثير للجدل. 

### ساسكاتشوان
أجرت حكومة ساسكاتشوان محادثات مع شركة هيتاشي ليمتد باور سيستمز حول بناء محطة نووية صغيرة في المقاطعة تتضمن دراسة مدتها خمس سنوات تبدأ عام 2011. 
أظهرت دراسة أجريت عام 2014 دعمًا عامًا للطاقة النووية وأبرزت إمدادًا موثوقًا من خام اليورانيوم في المقاطعة، لكن المقاطعة لم تكن متلهفة إلى المضي قدمًا ولم يحدد أي موقع منذ عام 2011.

### نيو برونزيك
في أغسطس 2007، بدأ ائتلاف تجاري يُدعى تيم كاندو دراسة جدوى تركيب مفاعل كاندو المتقدم في بوينت ليبرو، لتزويد الساحل الشرقي بالطاقة. في يوليو 2010، وقعت حكومة نيو برونزويك وإن بي باور اتفاقًا مع آرافا لدراسة جدوى إنشاء وحدة نووية جديدة تعمل بمفاعل الماء الخفيف في بوينت ليبرو ولكن بعد شهرين أجلت الحكومة المنتخبة حديثًا الخطة. 

### تقنيات أخرى
تطور العديد من الشركات الكندية الناشئة تصميمات جديدة للمفاعلات النووية التجارية. في مارس 2016، حصلت شركة تريستريال إنرجي الواقع مقرها في أوكفيل، أونتاريو على منحة قدرها 5.7 مليون دولار من حكومة كندا لمتابعة تطوير مفاعل الملح المنصهر المتكامل (آي إم إس آر) الصغير الخاص بها. تسعى شركة ثوريوم باور كندا، في تورونتو، إلى الحصول على الموافقات التنظيمية لمفاعل تجريبي مضغوط يزود بالثوريوم يُبنى في تشيلي ويمكن استخدامه لتشغيل محطة لتحلية المياه تنتج 20 مليون لتر/يوم. منذ عام 2002، جمعت شركة جنرال فيوجن، من برنابي، كولومبيا البريطانية، 100 مليون دولار من مستثمرين من القطاعين العام والخاص لبناء نموذج أولي لمفاعل اندماجي يعتمد على الاندماج المستهدف الممغنط بدءًا من عام 2017. 

## مفاعلات الطاقة
ابتداءً من عام 1958، بنت كندا 25 مفاعلًا للطاقة النووية على مدى 35 عامًا، كانت ثلاثة منها فقط خارج أونتاريو. جعل ذلك الجزء الجنوبي من المقاطعة من المناطق التي تحوي أكبر  وجود نووي في العالم بوجود 12 إلى 20 مفاعلًا مشغل في طوال الوقت منذ عام 1987 داخل دائرة نصف قطرها 120 كيلومترًا.
تتركز جميع المفاعلات الكندية في سبعة مواقع مختلفة فقط، ويعد اثنان منها (بيكرينغ وبروس) أكبر محطات توليد الطاقة النووية في العالم حسب مجموع عدد المفاعلات. كان موقع بروس، الذي يضم ثمانية مفاعلات نشطة ومفاعل واحد مغلق (دوغلاس بوينت) أكبر محطة طاقة نووية عاملة على مستوى العالم حسب مجموع عدد المفاعلات، وعدد المفاعلات العاملة حالياً، وإجمالي الإنتاج منذ عام 2012.
تُعد جميع المفاعلات من مفاعل الماء الثقيل المضغوط. ونظرًا لأنه يمكن إعادة تزويد مفاعلات كندو بالوقود أثناء التشغيل، حققت وحدة بيكرينغ 3 أعلى عامل قدرة في العالم عام 1977 وحصلت وحدة بيكرينغ 7 على الرقم القياسي العالمي للتشغيل المستمر دون توقف (894 يومًا) منذ 1994 حتى 2016. عمومًا، كان لمفاعلات الماء الثقيل المضغوط أفضل متوسط عمر لمعامل حمل لجميع مفاعلات الجيل الثاني الغربية حتى حلت محلها مفاعلات الماء المضغوط في أوائل العقد الأول من القرن الحادي والعشرين. 

## حوادث ملحوظة

### نهر تشالك
- وقع أول حادث نووي كبير في العالم (المستوى 5: حادث مع عواقب ذات نطاق واسع) في مختبرات نهر تشالك في 12 ديسمبر 1952، على بعد 180 كيلومترًا شمال غرب أوتاوا. أدى شرود القدرة وفقدان الجزئي للمبرد إلى حدوث أضرار شديدة في قلب مفاعل البحوث الوطنية التجريبية (إن آر إكس) ما أدى إلى إطلاق المنتجات الانشطارية النووية من خلال حزمة المفاعل و4.5 أطنان من المياه الملوثة التي تجمعت في قبو المبنى. كان الرئيس الأمريكي المستقبلي جيمي كارتر ملازمًا في البحرية الأمريكية في ذلك الوقت، من بين 1202 شخصًا شاركوا في عملية التنظيف التي استمرت عامين؛[21][22]
- في 24 مايو 1958، اشتعلت النيران في قضيب وقود وتمزق أثناء إزالته من المفاعل العالمي للبحوث الوطنية ما أدى إلى تلوث كامل للمبنى. وفي عام 1952، استُدعي الجيش للمساعدة ووظف نحو 679 شخصًا في عملية التنظيف. [23]

### بيناوا
في نوفمبر 1978، أثر حادث فقدان المبرد على مفاعل دبليو آر-1 التجريبي في مختبرات وايت شيل في بيناوا، مانيتوبا. تسرب 2739 لترًا من زيت التبريد (أيزومر تيرفينول)، معظمها في نهر وينيبيغ، وانكسر ثلاثة عناصر وقود مع إطلاق بعض المنتجات الانشطارية. استغرق العمال عدة أسابيع لإنهاء الإصلاح.

== المراجع ==